# Start Over
"Start Over" là một bài hát của nữ ca sĩ người Hoa Kỳ Beyoncé trích từ album phòng thu thứ tư của cô, 4 (2011). Bài hát được viết bởi Shea Taylor, Knowles và Ester Dean và đồng thời được sản xuất bởi Knowles và Taylor. Sự phát triển của bài hát đã được thúc đẩy bởi một thực tế rằng Knowles đi du lịch khắp thế giới và kinh nghiệm văn hóa khác nhau mà lấy cảm hứng từ tình yêu và sự thuần khiết bên trong của cô. Mang một chút âm hưởng pop, pop rock và soul - ảnh hưởng bởi R&B ballad, "Start Over" mang nội dung nhân vật nữ chính khẳng định cá tính của mình và bày tỏ tình yêu của mình cho một người đàn ông mà cô cố gắng để bắt đầu một mối quan hệ một lần nữa. Giọng hát của Knowles được đi kèm với nhạc điện tử và nhịp beat; nhạc cụ của bài hát bao gồm trống và nhạc cụ tổng hợp.

## Quảng bá

Knowles trong show diễn 4 Intimate Nights with Beyoncé của cô

Tuy có nằm trong album phòng thu thứ tư của Beyoncé 4, "Start Over" có vẻ như đã bị quên lãng trong danh sách biểu diễn tại 4 Intimate Nights with Beyoncé của cô. Nhóm nhạc PS22 chorus đã cover lại bài hát vào tháng 6 năm 2012. Bản cover có mặt trên trang web chính thức của Knowles.

## Xếp hạng
| Bảng xếp hạng (2011)                 | Vị trí cao nhất |
| ------------------------------------ | --------------- |
| South Korea Gaon International Chart | 43              |